# Pistolet maszynowy FMK-3
FMK-3 – argentyński pistolet maszynowy skonstruowany około 1974 roku. Używany przez armię i policje argentyńską. Wersja samopowtarzalna tej broni oznaczona jako FMK-5 jest sprzedawana na rynku cywilnym.
FMK-3 jest bronią samoczynno-samopowtarzalna działającą na zasadzie zamka swobodnego. Zamek teleskopowy, otacza tylną część lufy. Komora zamkowa i chwyt pistoletowy są tłoczone z blachy stalowej. Dźwignia bezpiecznika-przełącznika rodzaju ognia znajduje się po lewej stronie broni, nad chwytem. Dodatkowo pistolet wyposażony jest w automatyczny bezpiecznik chwytowy. Chwyt pistoletowy pełni także rolę gniazda magazynka. Magazynki dwurzędowe, o pojemności 25, 32 lub 40 naboi. Przyrządy celownicze mechaniczne składają się z muszki i celownika przerzutowego. Kolba wysuwana, wykonana z metalowego pręta.